# Інтелектуальна непокора
Інтелектуальна непокора виникає тоді, коли службова тварина, навчена допомагати інваліду, йде прямо проти вказівок власника, намагаючись зробити краще рішення. Така поведінка є частиною підготовки собаки й займає центральне місце в успіху службової тварини на роботі. Концепція інтелектуальної непокори застосовується і є частиною підготовки службових тварин, принаймні з 1936 року. 

## Приклади
Коли сліпа людина хоче перетнути вулицю і видає вказівку собаці-помічниці зробити це, собака повинна відмовитися від переїзду, коли така дія поклала б особу на шкоду. Тварина розуміє, що це суперечить навченій поведінці, щоб відповідати інструкціям власника: замість цього вона приймає альтернативне рішення, тому що людина не в змозі безпечно вирішувати. Собака в цьому випадку має здатність розуміти, що вона виконує таку дію для благополуччя людини. 
В іншому прикладі сліпа людина повинна спілкуватися з твариною таким чином, що тварина може визнати, що людина усвідомлює оточення і може безпечно продовжувати. Якщо сліпа людина хоче спуститися по сходах, тварина, належним чином підготовлена до прояву розумної непокори, відмовиться рухатися, якщо людина не видає конкретне кодове слово або команду, яка дозволяє тварині знати, що людина знає, що вони збираються спуститися по сходах. Ця команда буде специфічною для сходів, і тварина не приписує їй крокувати на бордюр або на тротуар або нахил. У подібних обставинах, якщо людина вважає, що вони знаходяться перед кроком і вони хочуть спуститися, але вони насправді стоять перед небезпечною прірвою (наприклад, навантажувальний причал або обрив), тварина відмовиться продовжити. 

## Застосування до інших полів
Іра Шалеф пише у своїй книзі 2015 року «Розумна непокора: робити правильно, коли те, що ви кажете, робити неправильно», що розумна непокора відбувається в інших важливих сферах. Примітним прикладом є управління ресурсами екіпажу (CRM), коли екіпаж літака заохочується принести все, що здається сумнівним щодо замовлення, або додаткової інформації, на увагу капітана, як правило, з повагою і тактичністю, але якщо це достатньо терміново, сильніше, так само, як і собаки-поводирі. Він відкриває книгу, згадуючи, як ідея прийшла до нього, коли у нього був чоловік, який тренував собаку-поводиря в одному з його класів. Крім CRM, цей принцип застосовується практично в будь-якій іншій сфері, наприклад, у медицині, техніці та бізнесі. 